# Vello Salo

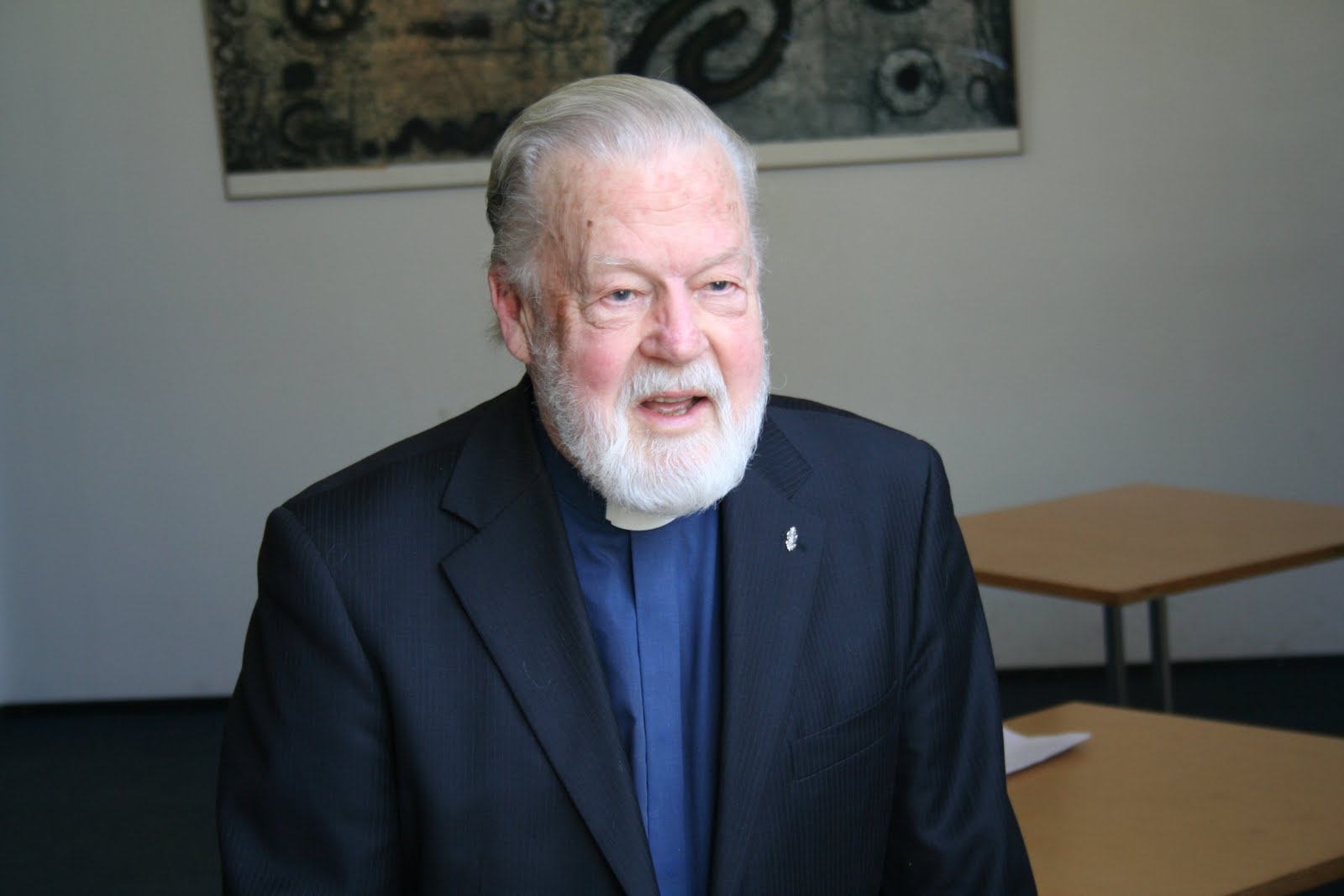
Vello Salo 2011

Vello Salo (bis 1945 bürgl. Name Endel Vaher, * 5. November 1925 in Lalsi, Kreis Viljandi; † 21. April 2019 in Tallinn) war ein estnischer Theologe, Übersetzer und Verleger.

## Leben
Vello Salo verließ 1943, als Estland von Deutschland besetzt war, die Abschlussklasse des Gymnasiums und setzte sich nach Finnland ab, um dort in den Reihen der finnischen Armee gegen die Sowjetunion zu kämpfen. 1944 kehrte er nach Estland zurück und geriet von dort als (zwangsrekrutierter) Angehöriger der Wehrmacht nach Deutschland.
Im Studienjahr 1946/1947 nahm er an der Université de Fribourg zunächst das Studium der Mathematik und Physik auf, was er im folgenden Jahr an der Universität von Amsterdam fortsetzte. Ab 1948 studierte er in Rom Theologie, ab 1952 in Münster. Er erlangte dabei diverse theologische Grade und wurde 1976 mit der (unpublizierten) Arbeit „Phönizisch-hebräische Wortpaare“ in Rom zum Dr. theol. promoviert. Zusätzlich zu den genannten Studienorten lebte Salo zwischenzeitlich auch in Jordanien (1964–1965), im Irak (1966–1969) und in Schweden (1969–1970), ehe er 1976 nach Toronto übersiedelte. Seit 1993 lebte Salo wieder in Estland, und zwar in Tartu, wo er an der Universität Tartu lehrte. Er war seit 1998 Mitglied des Estnischen Schriftstellerverbands.

## Tätigkeit
Von 1948 bis 1953 und wieder von 1961 bis 1965 war Salo verantwortlich für die estnischsprachigen Sendungen des Radio Vatikan. In der Zwischenzeit arbeitete er als Priester in Deutschland, von 1966 bis 1969 als Professor für Altes und Neues Testament am „Séminaire Syro-Chaldéen de St. Jean“ in Mossul, und seit 1976 als Professor für Altes Testament an der Universität von Toronto. In zahlreichen Schriften befasste Salo sich mit der Kirche(ngeschichte) in Estland und der kulturhistorischen Bedeutung der Christianisierung Estlands.
Daneben war Salo innerhalb der estnischen Exilgemeinschaft sehr aktiv. 1962 gründete er in Rom als Ein-Mann-Unternehmen den Verlag „Maarjamaa“ und nahm ihn 1976 bei seiner Übersiedlung nach Kanada mit. Hier sind zahlreiche kulturhistorisch und literarisch wichtige Werke erschienen, beispielsweise Gedichtbände von Ilona Laaman, Kalju Lepik und Uku Masing, Juhan Kurriks englischsprachige Anthologie estnischer Folklore oder Alo Rauns einschlägiges kleines etymologisches Wörterbuch.
Außerdem redigierte Salo verschiedene Exilzeitschriften und wirkte als Publizist und Übersetzer. Auf seine Anregung erschien eine ins Italienische übersetzte Anthologie estnischer Lyrik.

## Auszeichnungen
- 1994 Verdienstmedaille der Esten in Kanada
- 1997 Orden des weißen Sterns, II. Klasse
- 2006 Orden des Staatswappens, II. Klasse
- 2017 Ehrendoktor der Universität Helsinki